# Karl Arvid Edin
Karl Arvid Edin, född 13 maj 1880 i Piteå, död 1937, var en svensk statistiker. Han var bror till Ernst Harald Edin.
Edin blev 1898 student samt 1910 filosofie doktor och docent i statistik i Uppsala samt uppehöll där under perioderna november 1910 till 1916 (med ett par kortare avbrott) och 1918 till vårterminen 1922 professuren i statistik. Han var ordförande i Föreningen Heimdal 1905-07 samt Förste Kurator på Norrlands nation vårterminen 1908. Under perioden 1917 till vårterminen 1923 upprätthöll han därjämte undervisning och examination i statistik vid Stockholms högskola. År 1920 utnämndes han till statistiker hos Telegrafstyrelsen. Han var dessutom verksam i utnyttjandet av äldre tiders kyrkböcker för demografiska och familjestatistiska undersökningar.

### Redaktörskap
- Vårt folks framtid : uttalanden i befolkningsfrågan vid kyrkliga mötet i Stockholm 1935. Stockholm: Fritzes bokf. 1935. Libris 1365691